# RTS,S
RTS,S/AS01 (nome comercial Mosquirix) é uma vacina de malária recombinante à base de proteína.
Aprovada para uso pelos reguladores europeus em julho de 2015, é a primeira vacina licenciada contra malária do mundo e também a primeira vacina licenciada para uso contra qualquer doença parasitária humana de qualquer tipo. A vacina RTS,S foi concebida e criada no final dos anos 80 por cientistas que trabalhavam nos laboratórios SmithKline Beecham Biologicals (hoje GlaxoSmithKline Vaccines) na Bélgica. A vacina foi desenvolvida através de uma colaboração entre a GSK e o Instituto de Pesquisa do Exército Walter Reed e foi financiada em parte pela Iniciativa de Vacinas contra a Malária PATH e pela Fundação Bill e Melinda Gates. Sua eficácia varia de 26 a 50% em bebês e crianças pequenas. Em 23 de outubro de 2015, o Grupo Consultivo Estratégico da Organização Mundial da Saúde para a Imunização (SAGE) e o Comitê Consultivo para Políticas da Malária (MPAC) recomendaram em conjunto uma implementação piloto da vacina na África.
Este projeto-piloto de vacinação foi lançado em 23 de abril de 2019 no Malawi, em 30 de abril de 2019 no Gana e em 13 de setembro de 2019 no Quênia.

## História
As possíveis vacinas contra a malária têm sido uma área intensa de pesquisa desde a década de 1960. SPf66 foi testado extensivamente em áreas endêmicas nos anos 90, mas os ensaios clínicos mostraram que ele é insuficientemente eficaz. Outros candidatos a vacinas, direcionados ao estágio sanguíneo do ciclo de vida do parasita da malária, também foram insuficientes por si próprios. Entre as várias vacinas em desenvolvimento em potencial que têm como alvo o estágio pré-eritrocítico da doença, o RTS,S mostrou os resultados mais promissores até agora.
O RTS,S foi financiado, mais recentemente, pela ONG PATH Malaria Vaccine Initiative (MVI) e pela GlaxoSmithKline, com financiamento da Fundação Bill e Melinda Gates.
A formulação de vacina RTS,S já havia demonstrado ser segura, bem tolerada, imunogênica e potencialmente conferir eficácia parcial em adultos não experimentados e experientes em malária e crianças.
Em novembro de 2012, os resultados de um estudo de fase III do RTS,S relataram que forneciam proteção modesta contra a malária clínica e grave em crianças pequenas. Em outubro de 2013, a GlaxoSmithKline (GSK) informou que a vacina RTS,S reduziu o número de casos entre crianças pequenas em quase 50% e entre cerca de 25%, após a conclusão de um ensaio clínico de 18 meses. Os dados mostraram o efeito protetor após os 18 meses, no entanto, foi menor do que o observado anteriormente após 12 meses.
A EMA aprovou a vacina RTS,S em julho de 2015, com uma recomendação de que seja usada na África para bebês em risco de contrair malária. O RTS,S foi a primeira vacina contra malária do mundo a obter aprovação para esse uso. Após decisões regulatórias adicionais da Organização Mundial da Saúde e dos governos de cada país africano, uma "implementação" do produto poderá ocorrer já em 2017.
Pesquisas preliminares sugerem que a dosagem fracionária retardada pode aumentar a eficácia da vacina em até 86%.
Em 17 de novembro de 2016, a OMS anunciou que a vacina RTS,S seria lançada em projetos-piloto em 3 países da África Subsaariana. O programa piloto, coordenado pela OMS, avaliará até que ponto o efeito protetor da vacina mostrado em ensaios clínicos avançados pode ser replicado em ambientes da vida real. Especificamente, o programa avaliará a viabilidade de administrar as 4 doses necessárias da vacina; o impacto da vacina em vidas salvas; e a segurança da vacina no contexto do uso rotineiro.
As vacinas dos ministérios da saúde de Malawi, Gana e Quênia começaram em abril e setembro de 2019 e visam 360.000 crianças por ano em áreas onde a vacinação teria o maior impacto. Os resultados estão planejados para serem usados pela Organização Mundial da Saúde para aconselhar sobre uma possível implantação futura da vacina.

## Componentes e mecanismo
A vacina RTS,S foi projetada usando genes do epítopo de repetição e de linfócitos T na proteína pré-eritrocítica do circunsporozoito (CSP) do parasita da malária Plasmodium falciparum e uma proteína do envelope viral do vírus da hepatite B (HBsAg), ao qual foi adicionou um adjuvante químico (AS01) para aumentar a resposta do sistema imunológico. infecção é evitada pela indução de imunidade humoral e celular, com altos títulos de anticorpos, que impedem o parasita de infectar o fígado.
O epítopo dos linfócitos T do CSP é O-fucosilado em Plasmodium falciparum e Plasmodium vivax, enquanto a vacina RTS,S produzida em levedura não é.